# 餅月望
餅月望（1982年—）是日本作家。AMUSEMENT MEDIA綜合學院畢業。

## 作品列表
- 《小學星公主》（2008年6月－2009年5月，Super Dash文庫）
- （2010年8月－2010年11月，Super Dash文庫）
- （2011年11月－2012年6月，Super Dash文庫）
- （2014年7月，Super Dash文庫）
- （2015年10月，Dash X文庫）
- 《堤亞穆帝國物語～從斷頭台開始，公主重生後的逆轉人生～》（2018年8月，TO Books（日语：TOブックス））
- （2018年11月，光文社Character文庫）

## 外部連結
- 餅月望的個人網站 （页面存档备份，存于）